# Kjellbergstjärnen (Hotagens socken, Jämtland)
Kjellbergstjärnen är en sjö i Krokoms kommun i Jämtland och ingår i Ångermanälvens huvudavrinningsområde. Sjön har en area på 0,0773 kvadratkilometer och ligger 456,5 meter över havet.

## Delavrinningsområde
Kjellbergstjärnen ingår i det delavrinningsområde (713162-144548) som SMHI kallar för Utloppet av Dunnervattnet. Medelhöjden är 571 meter över havet och ytan är 34,07 kvadratkilometer. Räknas de 12 avrinningsområdena uppströms in blir den ackumulerade arean 101,2 kvadratkilometer. Svaningsån (Dunnervattenån) som avvattnar avrinningsområdet har biflödesordning 3, vilket innebär att vattnet flödar genom totalt 3 vattendrag innan det når havet efter 280 kilometer. Avrinningsområdet består mestadels av skog (72 procent) och kalfjäll (11 procent). Avrinningsområdet har 4,03 kvadratkilometer vattenytor vilket ger det en sjöprocent på 11,8 procent.